# روز کودک
روز جهانی کودک روزی است که برای تجلیل از کودکان به رسمیت شناخته شده‌است. این روز در کشورهای مختلف در تاریخ‌های مختلف جشن گرفته می‌شود.
۲۰ نوامبر از سوی سازمان ملل متحد روز جهانی کودک نامگذاری شده‌است گرچه روز کودکان در بسیاری از کشورهای جهان در اول ژوئن جشن گرفته می‌شود.
روز کودک در دومین یکشنبه ژوئن سال ۱۸۵۷ توسط دکتر شریف چارلز لئونارد، کشیش کلیسا در چلسی، ماساچوست آغاز شد: لئونارد یک سرویس ویژه برای فرزندان برگزار کرد. لئونارد این روز را روز گل رز را نام گذاشت، هرچند بعداً آن را یکشنبه گل نامید و سپس به نام روز کودکان نامگذاری شد.
روز کودکان برای اولین بار در سال ۱۹۲۰ با تعیین تاریخ ۲۳ آوریل توسط جمهوری ترکیه به‌طور رسمی تعطیل ملی اعلام شد. روز کودکان از سال ۱۹۲۰ به وسیله دولت و روزنامه‌های آن زمان که این روز را برای کودکان اعلام کرده‌است، در سراسر کشور جشن گرفته می‌شود. با این وجود تصمیم گرفته شد که برای تأیید و توجیه این جشن نیاز به تأیید رسمی است و اعلامیه رسمی در سال ۱۹۲۹ توسط بنیانگذار و رئیس‌جمهور جمهوری ترکیه، مصطفی کمال آتاترک تأسیس شد.
روز جهانی حمایت از کودکان به عنوان روز کودک در ۱ ژوئن از سال ۱۹۵۰ در بسیاری از کشورها برگزار می‌شود.
۲۰ نوامبر از سوی سازمان ملل متحد روز جهانی کودک نامگذاری شده‌است.
گرچه روز کودکان در بسیاری از کشورهای جهان (تقریباً ۵۰) در اول ژوئن جشن گرفته می‌شود ، روز جهانی کودک سالانه ۲۰ نوامبر برگزار می‌شود. اولین بار توسط پادشاهی انگلستان در سال ۱۹۵۴، برای تشویق همه کشورها برای ایجاد یک روز، برای ارتقا تبادل و تفاهم متقابل در بین کودکان و اقدام عملی به نفع و رفاه کودکان جهان اعلام شد.
در ۲۰ نوامبر ۱۹۵۹، سازمان ملل متحد بیانیه حقوق کودک را تصویب کرد. سازمان ملل متحد پیمان‌نامه حقوق کودک را در ۲۰ نوامبر ۱۹۸۹ به تصویب رساند.
در سپتامبر ۲۰۱۲، بان کی‌مون دبیرکل سازمان ملل متحد ابتکار عمل برای آموزش کودکان را رهبری کرد. با این هدفا که هر کودک بتواند در سال ۲۰۱۵ به مدرسه برود؛ و مهارتهای کسب شده در این مدارس بهبود یابد.
روز جهانی کودکان فقط روزی برای جشن گرفتن کودکان به عنوان یک کودک نیست، بلکه فرصتی برای آگاهی‌بخشی به کسانی است که در سراسر جهان خشونت را در قالب سوءاستفاده، استثمار و تبعیض تجربه کرده‌اند. کودکان در بعضی از کشورها به عنوان کارگر مورد استفاده قرار می‌گیرند، غوطه‌ور در درگیری‌های مسلحانه هستند، زندگی در خیابان‌ها، اختلافات و تبعیض از جمله در مذهب، مسائل اقلیت یا معلولیت را تجربه می‌کنند. کودکان احساس می‌کنند اثرات جنگ به دلیل درگیری مسلحانه آواره شده و ممکن است دچار آسیب‌های جسمی و روانی شود. روز ملی کودک فرصتی برای ایجاد تغییرات مثبت در نگرش جامعه نسبت به کودکان و تقویت تاب‌آوری آن‌ها از طریق افزایش حساسیت اجتماعی است.تخلفات زیر در اصطلاح «کودکان و درگیری‌های مسلحانه» شرح داده شده‌است: استخدام و استفاده نظامی از کودکان، کشتار / ضرب و شتم کودکان، آدم‌ربایی کودکان، حمله به مدارس / بیمارستان‌ها و اجازه ندادن دسترسی انسان دوستانه به کودکان. در حال حاضر، حدود ۱۵۳ میلیون کودک بین ۵ تا ۱۴ سال وجود دارند که مجبور به کار کودکان هستند. سازمان بین‌المللی کار در سال ۱۹۹۹ ممنوعیت و از بین بردن بدترین اشکال کار کودکان از جمله برده داری، فحشا کودکان و پورنوگرافی کودکان را تصویب کرد.
یونیسف اعلام داشته که فقط با اختصاص پنج دلار برای هر کودک می‌توان جان ۹۰ درصد از کودکانی را که سالانه می‌میرند، نجات داد و برای بهبود چشمگیر زندگی کودکان جهان سوم، کافی است که فقط مبلغ ۶ هفته بودجهٔ تسلیحاتی جهان هزینه شود.
وظیفهٔ انجمن کمک به کودکان، یعنی یونیسف، مراقبت از کودکان و برآوردن نیازهای اولیهٔ آنان در سال‌های آغازین زندگی، و ترغیب و تشویق والدین به تعلیم فرزندان است.
همچنین تلاش این انجمن برای کاهش بیماری، مرگ و میر در کودکان، و حمایت از آنان در هنگام جنگ و حوادث طبیعی و… است.
در مقدمهٔ کنوانسیون حقوق کودک آمده‌است:
«کودک باید در فضایی سرشار از خوشبختی، محبت و تفاهم بزرگ شود».

## تاریخ برگزاری روز کودک در سراسر جهان
تاریخ رسمی شناخته شده روز کودک در کشورها متفاوت است. در این بخش به ترتیب تاریخ ذکر شده‌است.
| نخستین جمعهٔ ژانویه                      | روز ۱ ژانویه در سال ۲۰۱۶ | باهاما | باهاما | باهاما | باهاما | باهاما | باهاما | باهاما | باهاما |
| ۱۱ ژانویه                               |                          | تونس | تونس | تونس | تونس | تونس | تونس | تونس | تونس |
| دومین شنبهٔ ژانویه                       | روز ۹ ژانویه در سال ۲۰۱۶ | تایلند | تایلند | تایلند | تایلند | تایلند | تایلند | تایلند | تایلند |
| دومین یکشنبهٔ فوریه                      | روز ۱۴ فوریه در سال ۲۰۱۶ | جزایر کوک · نائورو · نیووی · توکلائو · جزایر کیمن                                                                       | جزایر کوک · نائورو · نیووی · توکلائو · جزایر کیمن                                                                       | جزایر کوک · نائورو · نیووی · توکلائو · جزایر کیمن                                                                       | جزایر کوک · نائورو · نیووی · توکلائو · جزایر کیمن                                                                       | جزایر کوک · نائورو · نیووی · توکلائو · جزایر کیمن                                                                       | جزایر کوک · نائورو · نیووی · توکلائو · جزایر کیمن                                                                       | جزایر کوک · نائورو · نیووی · توکلائو · جزایر کیمن                                                                       | جزایر کوک · نائورو · نیووی · توکلائو · جزایر کیمن                                                                       |
| نخستین یکشنبهٔ مارس                      | روز ۶ مارس در سال ۲۰۱۶   | نیوزیلند | نیوزیلند | نیوزیلند | نیوزیلند | نیوزیلند | نیوزیلند | نیوزیلند | نیوزیلند |
| ۱۷ مارس                                 |                          | بنگلادش | بنگلادش | بنگلادش | بنگلادش | بنگلادش | بنگلادش | بنگلادش | بنگلادش |
| ۴ آوریل                                 |                          | هنگ کنگ · تایوان | هنگ کنگ · تایوان | هنگ کنگ · تایوان | هنگ کنگ · تایوان | هنگ کنگ · تایوان | هنگ کنگ · تایوان | هنگ کنگ · تایوان | هنگ کنگ · تایوان |
| ۵ آوریل                                 |                          | فلسطین | فلسطین | فلسطین | فلسطین | فلسطین | فلسطین | فلسطین | فلسطین |
| ۱۲ آوریل                                |                          | بولیوی · هائیتی | بولیوی · هائیتی | بولیوی · هائیتی | بولیوی · هائیتی | بولیوی · هائیتی | بولیوی · هائیتی | بولیوی · هائیتی | بولیوی · هائیتی |
| آخرین شنبهٔ آوریل                        | روز ۳۰ آوریل در سال ۲۰۱۶ | کلمبیا | کلمبیا | کلمبیا | کلمبیا | کلمبیا | کلمبیا | کلمبیا | کلمبیا |
| ۲۳ آوریل                                |                          | ترکیه | ترکیه | ترکیه | ترکیه | ترکیه | ترکیه | ترکیه | ترکیه |
| ۲۴ آوریل                                |                          | زامبیا | زامبیا | زامبیا | زامبیا | زامبیا | زامبیا | زامبیا | زامبیا |
| ۳۰ آوریل                                |                          | مکزیک | مکزیک | مکزیک | مکزیک | مکزیک | مکزیک | مکزیک | مکزیک |
| ۵ مه                                    |                          | ژاپن · کره جنوبی | ژاپن · کره جنوبی | ژاپن · کره جنوبی | ژاپن · کره جنوبی | ژاپن · کره جنوبی | ژاپن · کره جنوبی | ژاپن · کره جنوبی | ژاپن · کره جنوبی |
| دومین یکشنبهٔ مه                         | روز ۸ مه در سال ۲۰۱۶     | اسپانیا | اسپانیا | اسپانیا | اسپانیا | اسپانیا | اسپانیا | اسپانیا | اسپانیا |
| ۱۰ مه                                   |                          | مالدیو | مالدیو | مالدیو | مالدیو | مالدیو | مالدیو | مالدیو | مالدیو |
| ۱۷ مه                                   |                          | نروژ | نروژ | نروژ | نروژ | نروژ | نروژ | نروژ | نروژ |
| ۲۷ مه                                   |                          | نیجریه | نیجریه | نیجریه | نیجریه | نیجریه | نیجریه | نیجریه | نیجریه |
| آخرین یکشنبهٔ مه                         | روز ۲۹ مه در سال ۲۰۱۶    | مجارستان | مجارستان | مجارستان | مجارستان | مجارستان | مجارستان | مجارستان | مجارستان |
| جشن عروج                                | روز ۵ مه در سال ۲۰۱۶     | ساموای آمریکا · جزایر فالکلند · جزایر سلیمان                                                                            | ساموای آمریکا · جزایر فالکلند · جزایر سلیمان                                                                            | ساموای آمریکا · جزایر فالکلند · جزایر سلیمان                                                                            | ساموای آمریکا · جزایر فالکلند · جزایر سلیمان                                                                            | ساموای آمریکا · جزایر فالکلند · جزایر سلیمان                                                                            | ساموای آمریکا · جزایر فالکلند · جزایر سلیمان                                                                            | ساموای آمریکا · جزایر فالکلند · جزایر سلیمان                                                                            | ساموای آمریکا · جزایر فالکلند · جزایر سلیمان                                                                            |
| ۱ ژوئن                                  |                          | آلبانی · آنگولا · ارمنستان · جمهوری آذربایجان · بلاروس · بنین · بلغارستان · بوسنی و هرزگوین · چین                       | هنگ کنگ · کامبوج · جمهوری چک · تیمور شرقی · اکوادور · استونی · اتیوپی · اکوادور                                         | گرجستان · گینه بیسائو · قزاقستان · کوزوو · قرقیزستان · لائوس · لتونی · لیتوانی                                          | مقدونیه شمالی · ماکائو · مولدووا · مغولستان · مونته‌نگرو · موزامبیک · میانمار · نیکاراگوئه                               | لهستان · پرتغال · رومانی · روسیه · سائوتومه و پرنسیپ · صربستان · اسلواکی                                                | اسلوونی · تاجیکستان · تانزانیا · ترکمنستان · اوکراین · ازبکستان · ویتنام · یمن                                          | | |
| ۲ ژوئن                                  |                          | کره شمالی | کره شمالی | کره شمالی | کره شمالی | کره شمالی | کره شمالی | کره شمالی | کره شمالی |
| دومین یکشنبهٔ ژوئن                       | روز ۱۲ ژوئن در سال ۲۰۱۶  | ایالات متحده آمریکا | ایالات متحده آمریکا | ایالات متحده آمریکا | ایالات متحده آمریکا | ایالات متحده آمریکا | ایالات متحده آمریکا | ایالات متحده آمریکا | ایالات متحده آمریکا |
| ۱ ژوئیه                                 |                          | پاکستان | پاکستان | پاکستان | پاکستان | پاکستان | پاکستان | پاکستان | پاکستان |
| سومین یکشنبهٔ ژوئیه                      | روز ۱۷ ژوئیه در سال ۲۰۱۶ | پاناما · کوبا · ونزوئلا                                                                                                 | پاناما · کوبا · ونزوئلا                                                                                                 | پاناما · کوبا · ونزوئلا                                                                                                 | پاناما · کوبا · ونزوئلا                                                                                                 | پاناما · کوبا · ونزوئلا                                                                                                 | پاناما · کوبا · ونزوئلا                                                                                                 | پاناما · کوبا · ونزوئلا                                                                                                 | پاناما · کوبا · ونزوئلا                                                                                                 |
| ۲۳ ژوئیه                                |                          | اندونزی | اندونزی | اندونزی | اندونزی | اندونزی | اندونزی | اندونزی | اندونزی |
| ۲۴ ژوئیه                                |                          | وانواتو | وانواتو | وانواتو | وانواتو | وانواتو | وانواتو | وانواتو | وانواتو |
| نخستین یکشنبهٔ اوت                       | روز ۷ اوت در سال ۲۰۱۶    | اروگوئه | اروگوئه | اروگوئه | اروگوئه | اروگوئه | اروگوئه | اروگوئه | اروگوئه |
| ۱۶ اوت                                  |                          | پاراگوئه | پاراگوئه | پاراگوئه | پاراگوئه | پاراگوئه | پاراگوئه | پاراگوئه | پاراگوئه |
| سومین یکشنبهٔ اوت                        | روز ۲۱ اوت در سال ۲۰۱۶   | آرژانتین · پرو | آرژانتین · پرو | آرژانتین · پرو | آرژانتین · پرو | آرژانتین · پرو | آرژانتین · پرو | آرژانتین · پرو | آرژانتین · پرو |
| ۹ سپتامبر                               |                          | کاستاریکا | کاستاریکا | کاستاریکا | کاستاریکا | کاستاریکا | کاستاریکا | کاستاریکا | کاستاریکا |
| ۱۰ سپتامبر                              |                          | هندوراس | هندوراس | هندوراس | هندوراس | هندوراس | هندوراس | هندوراس | هندوراس |
| ۱۴ سپتامبر (۱۵ سپتامبر در سال‌های کبیسه) |                          | نپال | نپال | نپال | نپال | نپال | نپال | نپال | نپال |
| ۲۰ سپتامبر                              |                          | آلمان | آلمان | آلمان | آلمان | آلمان | آلمان | آلمان | آلمان |
| ۱ اکتبر                                 |                          | السالوادور · گواتمالا · سری‌لانکا                                                                                        | السالوادور · گواتمالا · سری‌لانکا                                                                                        | السالوادور · گواتمالا · سری‌لانکا                                                                                        | السالوادور · گواتمالا · سری‌لانکا                                                                                        | السالوادور · گواتمالا · سری‌لانکا                                                                                        | السالوادور · گواتمالا · سری‌لانکا                                                                                        | السالوادور · گواتمالا · سری‌لانکا                                                                                        | السالوادور · گواتمالا · سری‌لانکا                                                                                        |
| نخستین چهارشنبهٔ اکتبر                   | روز ۵ اکتبر در سال ۲۰۱۶  | شیلی | شیلی | شیلی | شیلی | شیلی | شیلی | شیلی | شیلی |
| نخستین جمعهٔ اکتبر                       | روز ۷ اکتبر در سال ۲۰۱۶  | سنگاپور | سنگاپور | سنگاپور | سنگاپور | سنگاپور | سنگاپور | سنگاپور | سنگاپور |
| ۸ اکتبر                                 |                          | ایران | ایران | ایران | ایران | ایران | ایران | ایران | ایران |
| ۱۲ اکتبر                                |                          | برزیل | برزیل | برزیل | برزیل | برزیل | برزیل | برزیل | برزیل |
| چهارمین شنبهٔ اکتبر                      | روز ۲۴ اکتبر در سال ۲۰۱۵ | استرالیا · مالزی | استرالیا · مالزی | استرالیا · مالزی | استرالیا · مالزی | استرالیا · مالزی | استرالیا · مالزی | استرالیا · مالزی | استرالیا · مالزی |
| نخستین شنبهٔ نوامبر                      | روز ۷ نوامبر در سال ۲۰۱۵ | آفریقای جنوبی | آفریقای جنوبی | آفریقای جنوبی | آفریقای جنوبی | آفریقای جنوبی | آفریقای جنوبی | آفریقای جنوبی | آفریقای جنوبی |
| ۱۱ نوامبر                               |                          | کرواسی | کرواسی | کرواسی | کرواسی | کرواسی | کرواسی | کرواسی | کرواسی |
| ۱۴ نوامبر                               |                          | هند | هند | هند | هند | هند | هند | هند | هند |
| ۲۰ نوامبر                               |                          | جهان عرب · جمهوری آذربایجان · کانادا · کرواسی · مصر · اتیوپی · فنلاند · فرانسه · یونان · جمهوری ایرلند · اسرائیل · کنیا | جهان عرب · جمهوری آذربایجان · کانادا · کرواسی · مصر · اتیوپی · فنلاند · فرانسه · یونان · جمهوری ایرلند · اسرائیل · کنیا | جهان عرب · جمهوری آذربایجان · کانادا · کرواسی · مصر · اتیوپی · فنلاند · فرانسه · یونان · جمهوری ایرلند · اسرائیل · کنیا | جهان عرب · جمهوری آذربایجان · کانادا · کرواسی · مصر · اتیوپی · فنلاند · فرانسه · یونان · جمهوری ایرلند · اسرائیل · کنیا | مالزی · مقدونیه شمالی · هلند · فیلیپین · صربستان · اسلوونی · آفریقای جنوبی · اسپانیا · سوئد · سوئیس · ترینیداد و توباگو | مالزی · مقدونیه شمالی · هلند · فیلیپین · صربستان · اسلوونی · آفریقای جنوبی · اسپانیا · سوئد · سوئیس · ترینیداد و توباگو | مالزی · مقدونیه شمالی · هلند · فیلیپین · صربستان · اسلوونی · آفریقای جنوبی · اسپانیا · سوئد · سوئیس · ترینیداد و توباگو | مالزی · مقدونیه شمالی · هلند · فیلیپین · صربستان · اسلوونی · آفریقای جنوبی · اسپانیا · سوئد · سوئیس · ترینیداد و توباگو |
| ۵ دسامبر                                |                          | سورینام | سورینام | سورینام | سورینام | سورینام | سورینام | سورینام | سورینام |
| ۲۳ دسامبر                               |                          | سودان · سودان جنوبی | سودان · سودان جنوبی | سودان · سودان جنوبی | سودان · سودان جنوبی | سودان · سودان جنوبی | سودان · سودان جنوبی | سودان · سودان جنوبی | سودان · سودان جنوبی |
| ۲۵ دسامبر                               |                          | جمهوری کنگو · جمهوری دموکراتیک کنگو · کامرون · گینه استوایی                                                             | جمهوری کنگو · جمهوری دموکراتیک کنگو · کامرون · گینه استوایی                                                             | جمهوری کنگو · جمهوری دموکراتیک کنگو · کامرون · گینه استوایی                                                             | جمهوری کنگو · جمهوری دموکراتیک کنگو · کامرون · گینه استوایی                                                             | گابن · چاد · جمهوری آفریقای مرکزی                                                                                       | گابن · چاد · جمهوری آفریقای مرکزی                                                                                       | گابن · چاد · جمهوری آفریقای مرکزی                                                                                       | گابن · چاد · جمهوری آفریقای مرکزی                                                                                       |
| آخرین جمعهٔ دسامبر                       | ۲۵ دسامبر در سال ۲۰۱۵    | دومینیکا | دومینیکا | دومینیکا | دومینیکا | دومینیکا | دومینیکا | دومینیکا | دومینیکا |

## در ایران

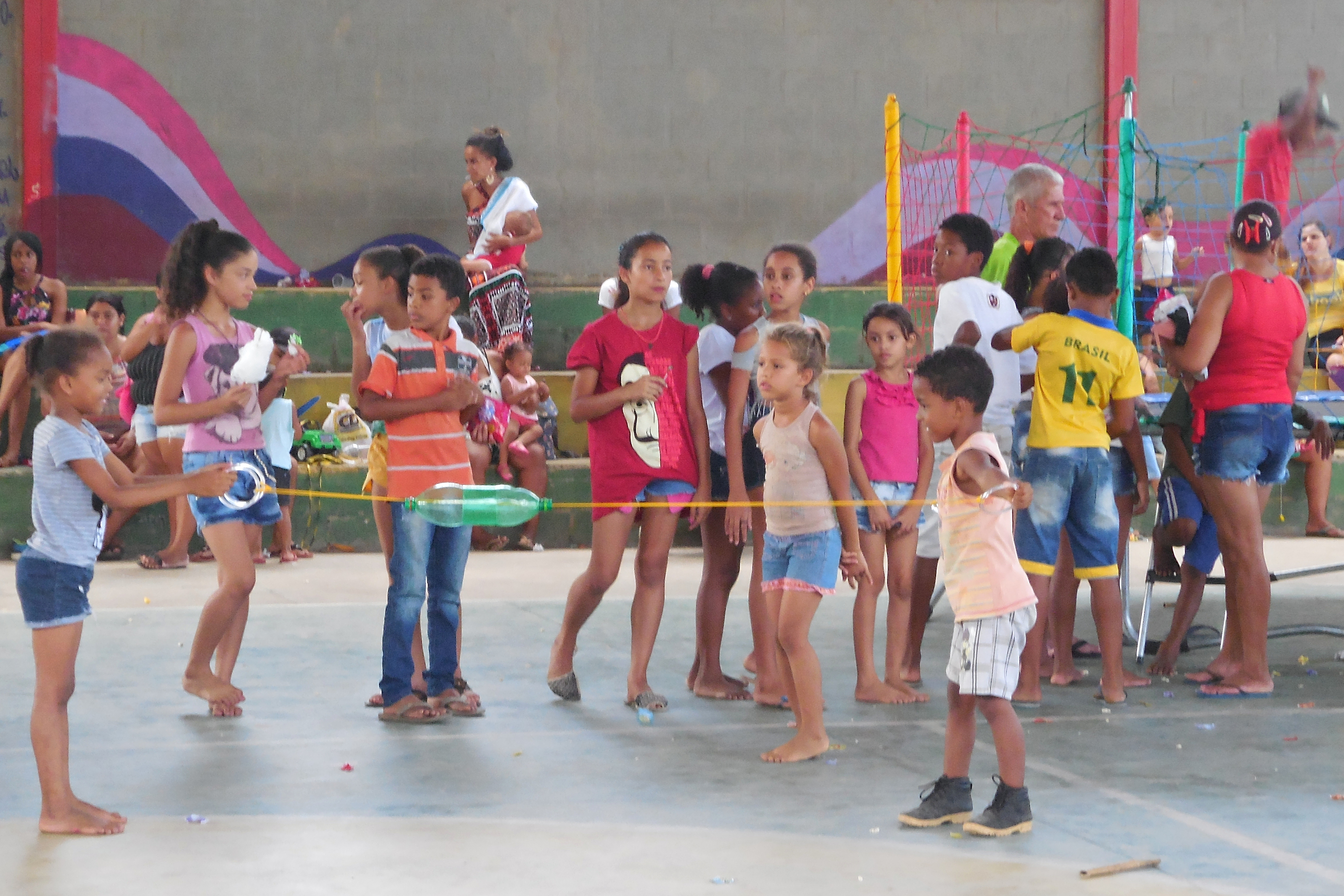
تصویر شادی کودکان در روز جهانی کودک در کشور برزیل (2018)

در ایران ۱۶ مهر به عنوان روز کودک و ۲۰ نوامبر به عنوان روز جهانی کودک برگزار می‌شود. به گفته محمد سرشار مدیر شبکه پویا و نهال دلیل نامگذاری ۱۶ مهر به عنوان روز کودک در ایران که در هیچ کشوری این روز جشن گرفته نمی‌شود، خطای کانون پرورش فکری کودکان و نوجوانان درخصوص تعیین هشتم اکتبر به عنوان روز جهانی کودک بوده‌است.

## فهرست بر اساس کشور

### آلبانی
در آلبانی، روز کودکان (Festa e femijeve) در اول ژوئن برگزار می‌شود.

### آرژانتین
در آرژانتین، روز کودکان (Día del Niño) در سومین یکشنبه یکم اوت گرامی داشته می‌شود.

### ارمنستان
در ارمنستان، روز کودکان در اول ژوئن جشن گرفته می‌شود.

### استرالیا
هفته کودک یک رویداد سالانه است که در هفته چهارم اکتبر در استرالیا برگزار می‌شود، از شنبه قبل از روز جهانی کودک تا یکشنبه بعد ان است که به عنوان تعطیلات در سال ۱۹۵۴ آغاز گردید. تا سال ۱۹۷۷، هفته مراقبت از کودک در ایالت‌ها و سرزمین‌های مختلف استرالیا با تمرکز بر کودکان تحت مراقبت یا افراد در موسسات برگزار می‌شد. در سال ۱۹۸۴ تصمیم به هماهنگی یک هفته ملی گرفته شد تا همه کودکان در آن حضور داشته باشند.

### آذربایجان
در جمهوری آذربایجان، روز کودکان در اول ژوئن برگزار می‌شود.

### بنگلادش
بنیاد JAAGO از سال ۲۰۰۹ با همکاری جوانان و ایجاد آگاهی در مورد حق کودکان در ۲۰ نوامبر که روز جهانی کودکان از سوی سازمان ملل اعلام شده (বিশ্ব শিশু দিবস) را در سراسر بنگلادش جشن می‌گیرد.

### بولیوی
روز کودک در بولیوی اولین بار در سال ۱۹۵۴ جشن گرفته شد. Google یک Google Doodle را برای جشن گرفتن این تعطیلات در تاریخ ۱۳ آوریل ۲۰۱۹ ساخته‌است. اگرچه تعطیلات در تاریخ ۱۲ آوریل است و نه سیزدهم جشن گرفته می‌شود.

### بوسنی و هرزگوین
در بوسنی و هرزگوین، روز کودکان در سال ۱۹۹۳ به عنوان تعطیلات ثبت شد.

### برزیل
در برزیل، روز کودکان (به زبان پرتغالی: Dia das Crianças) در ۱۲ اکتبر، مصادف با روز بانوی آپارشیا، در این کشور برگزار می‌شود.

### بلغارستان
در بلغارستان، روز کودکان (Ден на детето) (۱ ژوئن) جشن گرفته می‌شود. در گذشته انتظار می‌رفت که همه رانندگان در تمام طول روز با چراغ‌های خود رانندگی کنند تا هوشیاری بیشتری نسبت به امنیت کودکان نشان دهند. اکنون رانندگی با چراغها در هر روز از سال اجباری است.

### کامبوج
در کامبوج روز کودکان در اول ژوئن جشن گرفته می‌شود.

### کامرون
در کامرون، روز کودکان به عنوان تعطیلات در سال ۱۹۹۰ ثبت شد.

### کانادا
روز ملی کودک از سال ۱۹۹۳ در سراسر کانادا به منظور گرامیداشت تصویب دو سند سازمان ملل با محوریت حقوق کودکان اعلام شده‌است: اعلامیه حقوق سازمان ملل در ۲۰ نوامبر ۱۹۵۹ و کنوانسیون حقوق کودکان سازمان ملل در ۲۰ نوامبر 1989.
«قانون روز کودک» به تشریح حقوق بشر می‌پردازد که کودکان، زیر ۱۸ سال از قانون برخوردار می‌شوند. این قانون آگاهی را ارتقا می‌بخشد و به بچه‌ها می‌آموزد که طبق قانون، آنها نیز مانند بزرگسالان از حقوق خود برخوردار هستند.

### آفریقای مرکزی
در کنگو، جمهوری دموکراتیک کنگو، کامرون، گینه استوایی، گابن، چاد، جمهوری آفریقای مرکزی، روز کودکان در ۲۵ دسامبر به منظور احترام به همه کودکان جشن گرفته می‌شود.

### شیلی
در شیلی، روز کودکان به‌طور رسمی به چهارشنبه اول اکتبر اختصاص داده می‌شود.

### چین
در جمهوری خلق چین روز کودک در اول ژوئن جشن گرفته می‌شود و رسماً با عنوان «۱ ژوئن روز بین‌المللی کودکان» شناخته می‌شود. هنگامی که اولین بار جمهوری خلق چین در سال ۱۹۴۹ تأسیس شد، شورای ایالتی (کابینه) یک تعطیلات نیم روزه را برای همه مدارس ابتدایی در ۱ ژوئن تعیین کرد. مدارس معمولاً در روز کودک یا روز قبل فعالیت‌هایی از جمله اجرای کودکان، سفرهای کمپینگ یا تماشای فیلم‌های رایگان برگزار می‌کنند تا دانش آموزان از آن لذت ببرند. فرزندان کارمندان دولت نیز ممکن است تا چهارده سالگی از دولت هدایای اندکی دریافت کنند و کارمندان دولت که دارای فرزند هستند گاه در اول ژوئن تعطیلات نیم روزه دارند تا وقت بیشتری را با فرزندان خود سپری کنند. ورود و تنظیم مراسم پیشگامان جوان چین معمولاً در تاریخ ۱ ژوئن برگزار می‌شود. ورود کودکان زیر ۱۴ سال به شهر ممنوع در تاریخ ۱ ژوئن رایگان است، در حالی که هر بزرگسال ۵۰٪ تخفیف دارد.

### کلمبیا
در کلمبیا، روز کودک در آخرین شنبه آوریل برگزار می‌شود. در سال ۲۰۰۱ به عنوان تعطیلات ثبت شد.

### کاستاریکا
در کاستاریکا، روز کودکان در ۹ سپتامبر جشن گرفته می‌شود.

### کرواسی
در کرواسی، روز کودکان در ۱۱ نوامبر جشن گرفته می‌شود.

### کوبا
در کوبا، روز کودکان در سومین یکشنبه ژوئیه برگزار می‌شود.

### جمهوری چک
در جمهوری چک، روز کودکان (Mezinárodní den dětí) در اول ژوئن برگزار می‌شود.

### اکوادور
در اکوادور، روز کودکان (Día del Niño) در اول ژوئن برگزار می‌شود. معمولاً بچه‌های تا ۱۲ سال هدیه می‌گیرند.

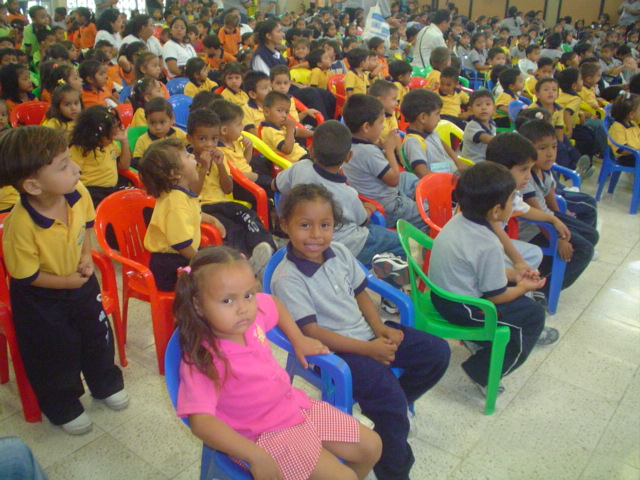
روز کودکان (Día del Niño) در اکوادور

### مصر
در مصر، روز کودکان هرساله ۲۰ نوامبر با جشنواره‌ها و بازی‌های کودکان برگزار می‌شود.

### اریتره
در اریتره، روز کودکان در ۸ دسامبر تجلیل می‌شود.

### فنلاند
در فنلاند، روز کودکان به عنوان روز حقوق کودکان شناخته می‌شود و ۲۰ نوامبر جشن گرفته می‌شود.

### کشورهای کمونیست و سوسیالیست سابق و فعلی

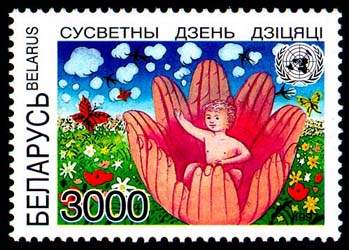
مهر ۱۹۹۷ بلاروس

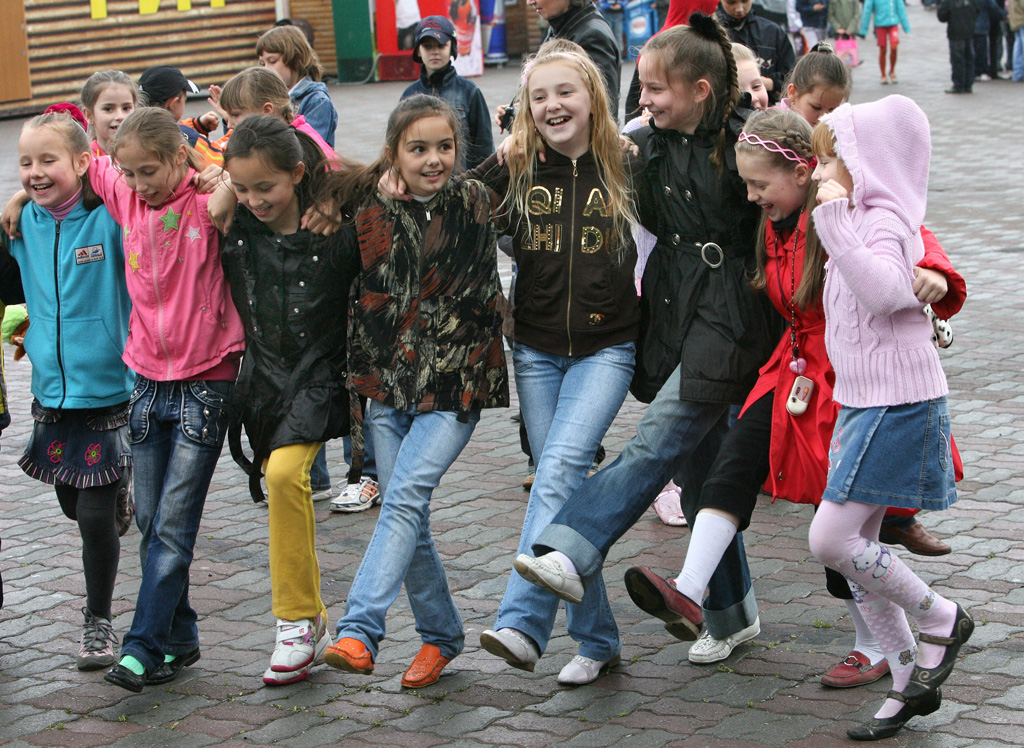
کودکان اهل ولادی‌وستوک روز جهانی کودک را جشن گرفته‌اند.

در روسیه و همچنین سایر کشورهای اتحاد جماهیر شوروی سابق، از جمله ارمنستان، آذربایجان، بلاروس، استونی، جورجیا، قزاقستان، قرقیزستان، لتونی، لیتوانی، مولداوی، تاجیکستان، ترکمنستان، اوکراین، ازبکستان، سایر کشورهای کمونیست سابق یا فعلی، آلبانی، آنگولا، بنین، بوسنی و هرزگوین، بلغارستان، کامبوج، کرواسی، کوبا، جمهوری چک، اسلواکی، اتیوپی، آلمان شرقی، کوزوو، لائوس، مغولستان، مونته‌نگرو، موزامبیک، مقدونیه شمالی، لهستان، رومانی، صربستان، اسلوونی، تانزانیا و یمن و به میزان کمتری، اسرائیل (به دلیل مهاجرت جمعیت یهودیان اتحاد جماهیر شوروی) روز کودک در ۱ ژوئن جشن می‌گیرد.
این فهرست شامل ۲۵ کشور است که استقلال خود را از اتحاد جماهیر شوروی سوسیالیستی پس از جدا شدن از فدراسیون یوگسلاوی، و چکسلواکی و اتیوپی به دست آوردند.

### آلمان
در آلمان، در طول جنگ سرد، روز کودکان (Kindertag) در آلمان غربی و آلمان شرقی کاملاً متفاوت انجام شد. در حالی که آلمان شرقی (GDR) روز جهانی کودک (Internationaler Kindertag) را در ۱ ژوئن جشن گرفت، آلمان غربی (FRG) روز جهانی کودک (Weltkindertag) را در ۲۰ سپتامبر جشن گرفت
آداب و رسوم روز کودکان نیز در آلمان غربی و شرقی تفاوت معناداری داشت. در آلمان شرقی، این تعطیلات در سال ۱۹۵۰ معرفی شد و از آن زمان به صورت سالانه برای کودکان برگزار می‌شد. در این روز از سال، به‌طور معمول به کودکان تبریک می‌گویند و از والدین خود هدایایی دریافت می‌کردند و فعالیت‌های خاصی را از جمله سفرهای میدانی و موارد مشابه در مدرسه انجام می‌دادند.
در آلمان غربی، روز جهانی کودک نه تنها بر بازی‌ها و هدایا، بلکه بیشتر بر تلاش‌های سیاسی برای تقویت حقوق کودکان تأکید می‌کرد.
پس از اتحاد مجدد آلمان شرقی و غربی در سال ۱۹۹۰، روز جهانی برای کل آلمان رسمی شد. اما این مورد توسط بخش بزرگی از جمعیت آلمان شرقی مورد پذیرش قرار نگرفت. بیشتر والدین هنوز روز کودکان را در تاریخ اول ژوئن جشن می‌گیرند و رویدادهای عمومی مربوط به روز کودکان در ۲۰ سپتامبر (Weltkindertag) برگزار می‌شود.

### یونان
در یونان، روز کودکان در سال ۱۹۸۹ ثبت شد.

### گواتمالا
در گواتمالا، روز کودکان در اول اکتبر جشن گرفته می‌شود. در حدود سال ۱۹۹۰ به عنوان تعطیلات شناخته شد.

### هندوراس
در هندوراس، روز کودکان در ۱۰ سپتامبر جشن گرفته می‌شود.

### مجارستان
هفته کودکان در سال ۱۹۳۱ در مجارستان آغاز شد. از سال ۱۹۵۰ در آخرین روز یکشنبه ماه مه برگزار می‌شود.

### هائیتی
در هائیتی، روز کودکان در ۱۲ ژوئن جشن گرفته می‌شود.

### هنگ کنگ
روز کودکان (Chinese) در ۴ آوریل جشن گرفته می‌شود.

### اندونزی
در اندونزی، روز کودکان در ۲۳ ژوئیه تجلیل می‌شود و به عنوان تعطیلات در سال ۱۹۸۴ ثبت شد.

### هند

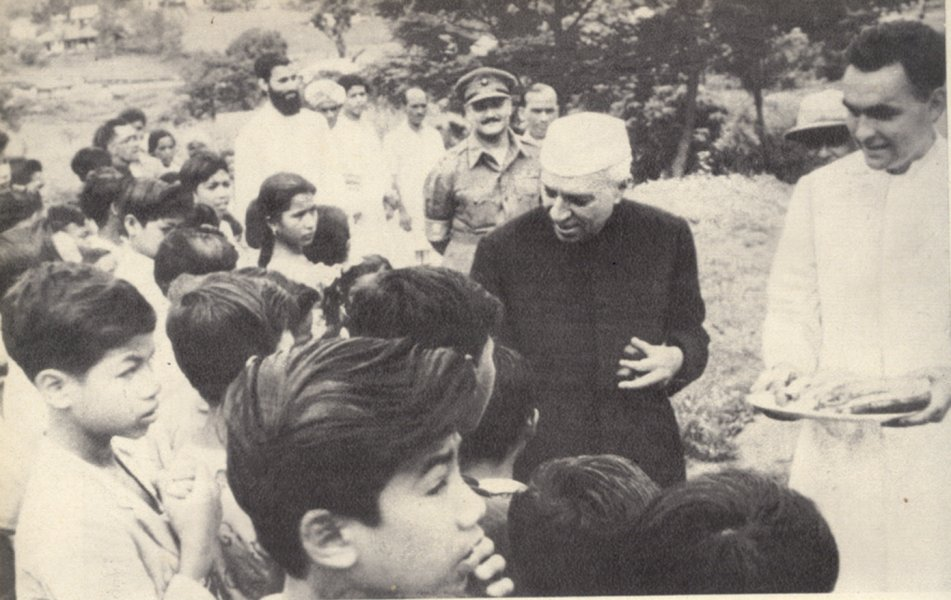
نهرو در نونپوه، مگالایا شیرینی را بین کودکان توزیع می‌کند.

در هندوستان، روز کودکان در ۱۴ نوامبر، در سالروز تولد جواهر لعل نهرو، نخستین نخست‌وزیر هند مستقل که به نام چچا نهرو (عمو نهرو) یا چچاجی (عمو) خوانده می‌شود، و بر اهمیت دادن به عشق و محبت به کودکان تأکید می‌کرد، به او ادای احترام می‌کنند. پس از درگذشت وی در ۲۷ مه ۱۹۶۴، به اتفاق آرا تصمیم گرفته شد که روز تولد او را به عنوان بال دیواس یا روز کودکان در هند جشن بگیرند.

### ایرلند
در ایرلند، روز جهانی کودکان در ۲۰ نوامبر جشن گرفته می‌شود.

### ژاپن
روز کودک در ژاپن kodomo no hi (こどもの日) در ۵ ماه مه، از سال ۱۹۴۸ یک تعطیلات ملی، به منظور جشن گرفتن سعادت و خوشبختی برای همه کودکان و ابراز قدردانی از مادران برگزار می‌شود. از قرن هشتم یک سنت طولانی وجود دارد که روز کودکان را دو بار جشن بگیریم. ۳ مارس برای دختران و ۵ مه برای پسران. در ۳ مارس که به نام جشنواره عروسک نیز شناخته می‌شود، ژاپنی‌ها خانه‌های خود را با مجموعه‌های سنتی عروسک‌های دوره‌های هی‌آن و شکوفه آلو تزئین می‌کنند و آمازکه می‌نوشند. در ۵ ماه مه، که همچنین به عنوان 端午 の 節 句 (tango-no sekku) شناخته می‌شوند، عروسک‌های سامورایی را به نمایش می‌گذارند و چیماکی می‌خورند.

### قزاقستان
روز جهانی کودک همه ساله در تاریخ ۱ ژوئن جشن گرفته می‌شود و به عنوان یک جشن ملی برای کودکان تعیین شده‌است.

### کره شمالی
روز کودکان کره شمالی در اول ژوئن به عنوان روز جهانی کودک (국제 아동 절) جشن گرفته می‌شود. قبل از سال ۱۹۴۵، این روز در تاریخ ۱ مه برگزار می‌شد. همچنین روز ۶ ژوئن به نام called 소년단 창립 절 (جشنواره تأسیس سپاه پیشگامان جوان) برگزار می‌شود.

### کره جنوبی

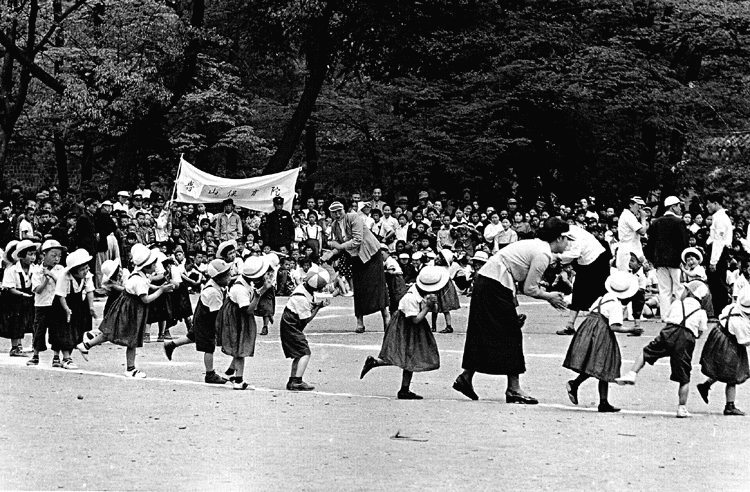
روز کودک در سئول، کره جنوبی، ۵ مه ۱۹۵۴

در کره جنوبی، ۵ ماه مه رسماً به عنوان روز کودکان شناخته می‌شود (어린이 날). والدین اغلب به فرزندان خود هدایایی می‌دهند و همچنین وقت خود را با آنها می‌گذرانند.

### مالدیو
در مالدیو، روز کودکان (Kudakudhinge Dhuvas) در ۱۰ مه برگزار می‌شود.